# Белые Копани
Бе́лые Копа́ни — село в Апанасенковском муниципальном округе Ставропольского края России.

## Этимология
Название Белые Копани появилось предположительно после того, как обосновавшиеся в этой местности поселенцы начали копать колодцы («копани») и обнаружили большое количество белой глины.
Варианты наименования: Белокопаньской, Белокопанский:268, Белая Копань.

## География
Протекает река Джалга-Дунда.
Расстояние до краевого центра: 130 км.
Расстояние до районного центра: 26 км.

## История
По преданию населённый пункт основан в 1867 году. Первыми его жителями стали выходцы из «украинских и центральных российских губерний».

Посёлок находился вдали от основных путей сообщения, что во многом определило размеренность и патриархальность местной жизни. (…) Вплоть до 30-х гг. XX в. [поселение] (…) считалось хутором, ибо по своим масштабам было небольшим и не имело своей церкви. Основными хозяйственными занятиями населения были животноводство и земледелие. Выращивались рожь, пшеница, ячмень, просо. (…) Крестьяне также разводили лошадей, крупный рогатый скот, овец, коз, свиней. (…) Жители Белых Копаней ездили на ярмарки и базары в Винодельное, Дивное, где приобретали необходимые вещи, продавая излишки своей продукции. Торгово-промышленные заведения в хуторе практически отсутствовали. Не было школы, медицинская помощь населению не оказывалась.— История городов и сёл Ставрополья
По данным 1920 года посёлок Белокопанский, приписанный к Дербетовской волости Благодарненского уезда Ставропольской губернии, состоял из 58 дворов с 530 жителями. С установлением советской власти в начале того же года в посёлке был избран исполком Совета народных депутатов.
В 1925 году хутор Белокопанский административно подчинялся Дербетовскому сельсовету Виноделенского района Ставропольского округа Северо-Кавказского края:268. В указанном году в населённом пункте насчитывалось 196 дворов с 1252 жителями:269; в 1926 году — 199 дворов с 1341 жителем:257. В феврале 1932 года Дербетовский сельсовет был упразднён:22.
В 1930-х годах, в период коллективизации, располагавшиеся на территории бывшего Ставропольского округа населённые пункты Белые Копани, Вишнёвый, Дербетовка, Дивное, Киевка, Киста, Маки, Малая Джалга и Новая Киста стали базой для расселения семей раскулаченных крестьян:105. На 28 марта 1935 года в этих спецпосёлках всего числилось 1436 семей (6695 человек), прибывших из районов Кубани и Ставрополья. В 1938 году численность спецпоселенцев в Белых Копанях достигла 1230 человек. Впоследствии потомки репрессированных составили бо́льшую часть местного населения.
В 1931 году в посёлке Белые Копани организован совхоз № 1 УПОГПУ (с 1934 — совхоз № 1 хозяйственного отдела Управления НКВД по Северо-Кавказскому краю), выполнявший «специальные задачи» и дававший сельхозпродукцию для нужд НКВД СССР. В июле 1946 года предприятие было разделено на совхозы УМГБ и УМВД по Ставропольскому краю (последний из них образовался на базе производственного участка № 1 в посёлке Маки). В июле 1951 года подсобное хозяйство МГБ с тонкорунным овцеводством было включено в состав Винодельненского совхоза:121.
Во время Великой Отечественной войны 1941—1945 годов 53 жителей Белых Копаней призвали на военную службу, 20 из них не вернулись обратно домой. В 2000 году в память о погибших на фронте односельчанах в селе был открыт обелиск из чёрного гранита с выбитыми на нём именами воинов.
На карте Генштаба Красной армии 1942 года в населённом пункте Белые Копани указано 129 дворов, отмечены школа и кладбище.
После войны была восстановлена деятельность поселкового совета, председатель которого Г. Г. Свечник внёс большой вклад в развитие и благоустройство Белых Копаней. 15 мая 1952 года Бело-Копанский поссовет был передан из Апанасенковского района в Ипатовский (бывший Виноделенский). На 1 мая 1953 года в поссовет входил один населённый пункт — посёлок Белые Копани. 18 июня 1954 года Белокопанский поссовет и Поссовет совхоза № 8 «Винодельненский» были объединены в Совхозный поссовет:26—27.
По данным 1959 года, посёлок Белые Копани значился в составе Винодельненского сельсовета. 1 февраля 1963 года сельсовет совхоза «Винодельненский» со всеми населёнными пунктами был передан из Ипатовского района в Апанасенковский:27—28.
1 сентября 1963 года на базе ферм № 3 и № 5 разукрупнённого совхоза «Винодельненский» создан откормсовхоз «Апанасенковский» с центральной усадьбой в Белых Копанях (фактически начал действовать с 1 октября). Новому хозяйству отошли земельные угодья общей площадью 12 354 га. Основными производственными направлениями предприятия были заготовка скота, откорм его и сдача государству. В 1970 году откормсовхоз переименовали в мясосовхоз «Апанасенковский». Последний занимался откормом и выращиванием уже собственного скота (предпочтение отдавалось калмыцкой породе крупного рогатого скота).
На 1 марта 1966 года посёлок Белые Копани образовывал Белокопанский сельсовет Апанасенковского района Ставропольского края:8. На карте Генштаба ВС СССР 1978 года издания в населённом пункте 83 двора.
Во второй половине XX века в селе Белые Копани велось активное жилищное строительство, появился ряд объектов социального, культурного и бытового назначения. 1 сентября 1980 года открылась новая школа (ныне средняя общеобразовательная школа № 11). 9 мая 1986 года начал работу Дом культуры. Также были построены детский сад и Дом быта, отделения Сбербанка и почтовой связи.
В феврале 1993 года мясосовхоз «Апанасенковский» был реорганизован в сельскохозяйственный производственный кооператив «Белокопанское» (в настоящее время АО «Белокопанское»). В том же году в селе открылась пекарня. Начал работать цех по выпуску трикотажных изделий.
До 16 марта 2020 года село образовывало упразднённое сельское поселение село Белые Копани.

## Население
| 1925 | 1926  | 1989 | 2002 | 2010 | 2011 | 2012 | 2013 | 2014 |
| ---- | ----- | ---- | ---- | ---- | ---- | ---- | ---- | ---- |
| 1252 | ↗1341 | ↘778 | ↗864 | ↘708 | ↘706 | ↘695 | ↘685 | ↘655 |
| 2015 | 2016  | 2017 | 2018 | 2019 | 2020 |      |      |      |
| ↘637 | ↘631  | ↘624 | ↘623 | ↘607 | ↘593 |      |      |      |

Национальный состав
По итогам переписи 1926 года из 1341 жителя 1339 — украинцы:257.
По итогам переписи населения 2010 года проживали следующие национальности (национальности менее 1 %, см. в сноске к строке «Другие»):
| Национальность | Численность | Процент |
| -------------- | ----------- | ------- |
| Русские        | 625         | 88,28   |
| Даргинцы       | 42          | 5,93    |
| Азербайджанцы  | 16          | 2,26    |
| Другие         | 25          | 3,53    |
| Итого          | 708         | 100,00  |

## Упразднённое сельское поселение село Белые Копани
Органы власти
- Дума сельского поселения Белые Копани
- Администрация сельского поселения Белые Копани

## Инфраструктура
- Дом культуры. Открыт 9 мая 1986 года[27]
- Средняя общеобразовательная школа № 11. Открыта 1 сентября 1981 года[27] (по другим данным 10 октября[28])
- Фельдшерско-акушерский пункт[46]
- В 1 км к юго-востоку от посёлка расположено общественное открытое кладбище площадью 13000 м²[47]

## Экономика
- Базовое предприятие — АО «Белокопанское». Образовано в 1963 году на базе фермы № 3 совхоза «Винодельненский». Специализируется на разведении скота, выращивании зерновых и кормовых культур[25][48]. Специализируется на разведении скота, выращивании зерновых и кормовых культур[25][14].

## Памятники
- Памятник воинам, павшим в годы Великой Отечественной войны[49]. Открыт 14 октября 2000 года[50]